# DJ Official
Nelson J. Chu (Bronx, 16 de setembro de 1976 - 14 de agosto de 2016), que atendia pelo nome artístico DJ Official, foi um músico hip hop cristão estadunidense. Ele era um membro do cristão de Hip Hop coletiva, 116 Clique.[carece de fontes?]